# DS Hestmanden

Le DS Hestmanden était un navire de charge à vapeur norvégien, avec une capacité de passagers, qui a navigué pendant la Première et la Seconde Guerre mondiale. Il est le seul cargo conservé à avoir navigué en convois pendant les deux guerres mondiales. En tant que l'unique représentant de la flotte du Nortraship, il représente un élément central de l'histoire de la guerre et de l'histoire maritime de la Norvège et constitue un objet de protection très important . Hestmanden est considéré comme peut-être le navire vétéran le plus précieux de Norvège.
Il a été construit à Laksevåg pour le Vesteraalens Dampskibsselskab en 1911. Pendant l'entre-deux-guerres et après la Seconde Guerre mondiale jusqu'aux années 1970, Hestmanden a navigué pour de fret côtier de cette compagnie maritime.

## Préservation
Dans un état assez délabré, Hestmanden a été pris en charge par le Norsk Veteranskipsklubb (un club norvégien pour les navires vétérans) en 1979. En 1995, les travaux de restauration ont commencé au chantier naval Bredalsholmen Veteranship à Kristiansand. Ma même année, le Storting (Parlement norvégien) donne au SS Hestmanden le statut de mémorial.
En 1996, le navire a été protégé par la loi par la Direction norvégienne du patrimoine culturel et la Fondation Hestmanden a repris le navire.
Après un long temps de restauration, l'ouverture officielle du navire sous le nom de Norsk krigsseilermuseum (Musée norvégien de la voile de guerre) a eu lieu en 2017. Le navire a actuellement un port à Kristiansand et navigue chaque été comme mémorial et musée pour les marins de guerre.

## Galerie

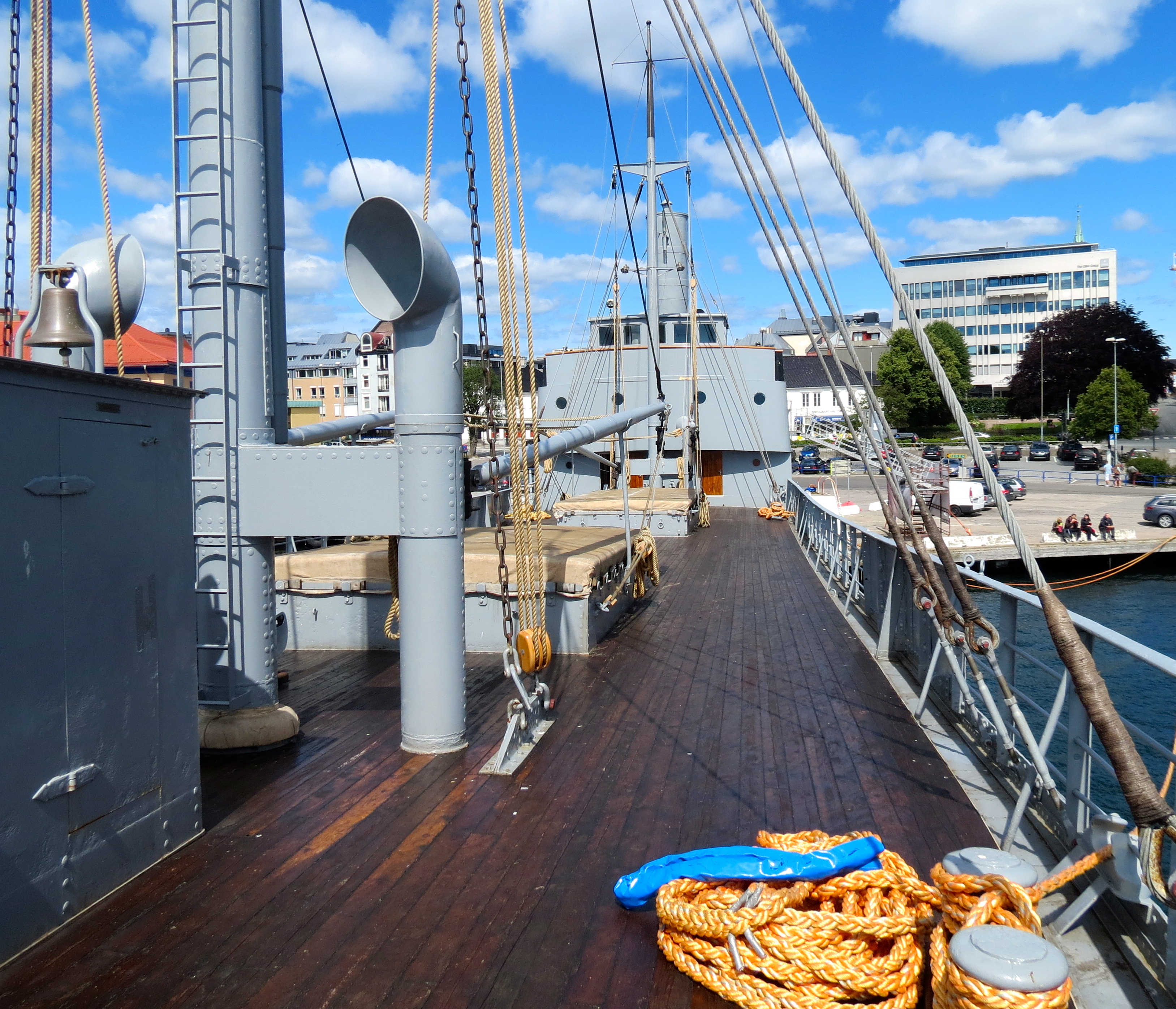
Le pont en bois
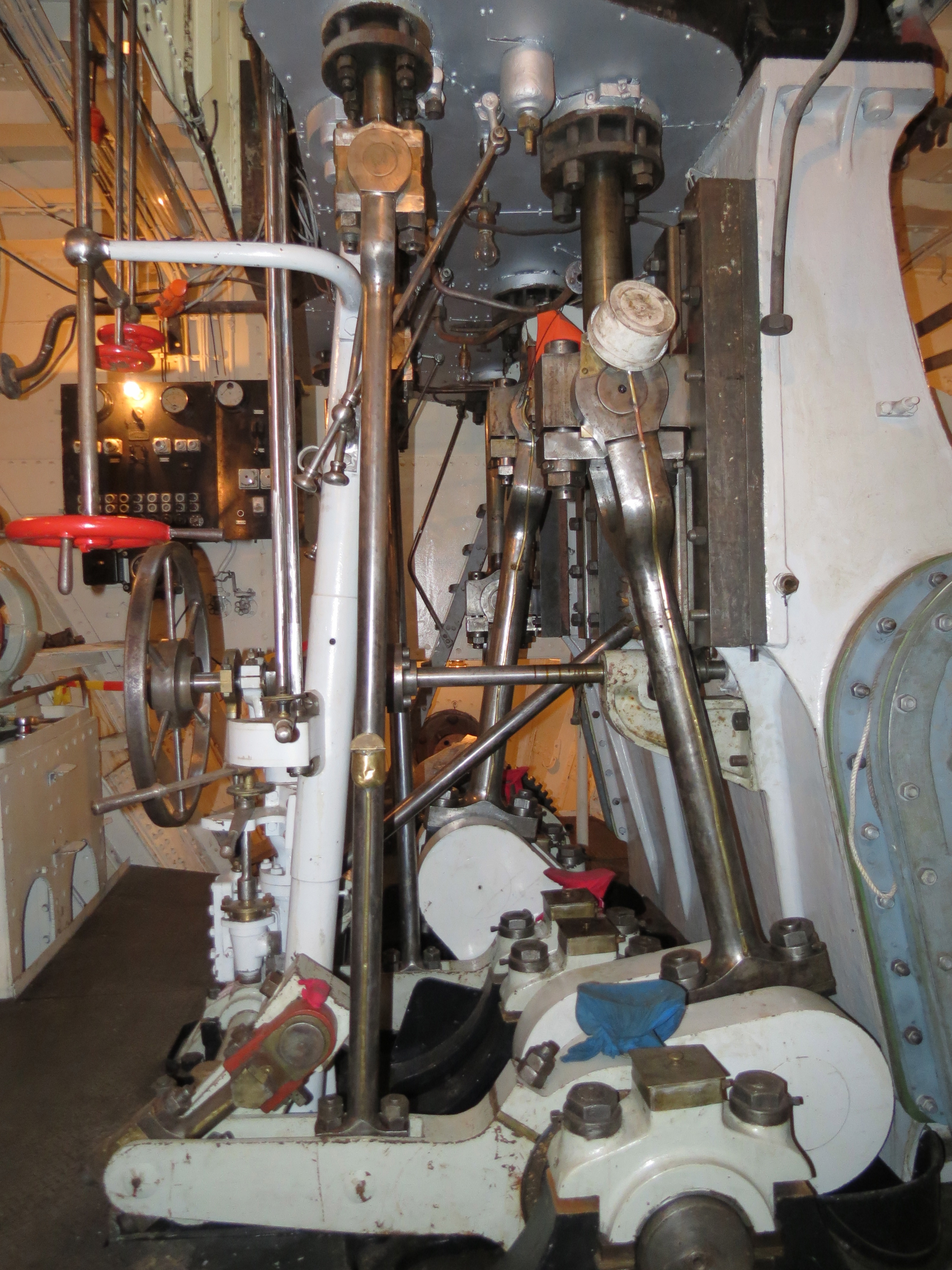
Machine à vapeur d'origine
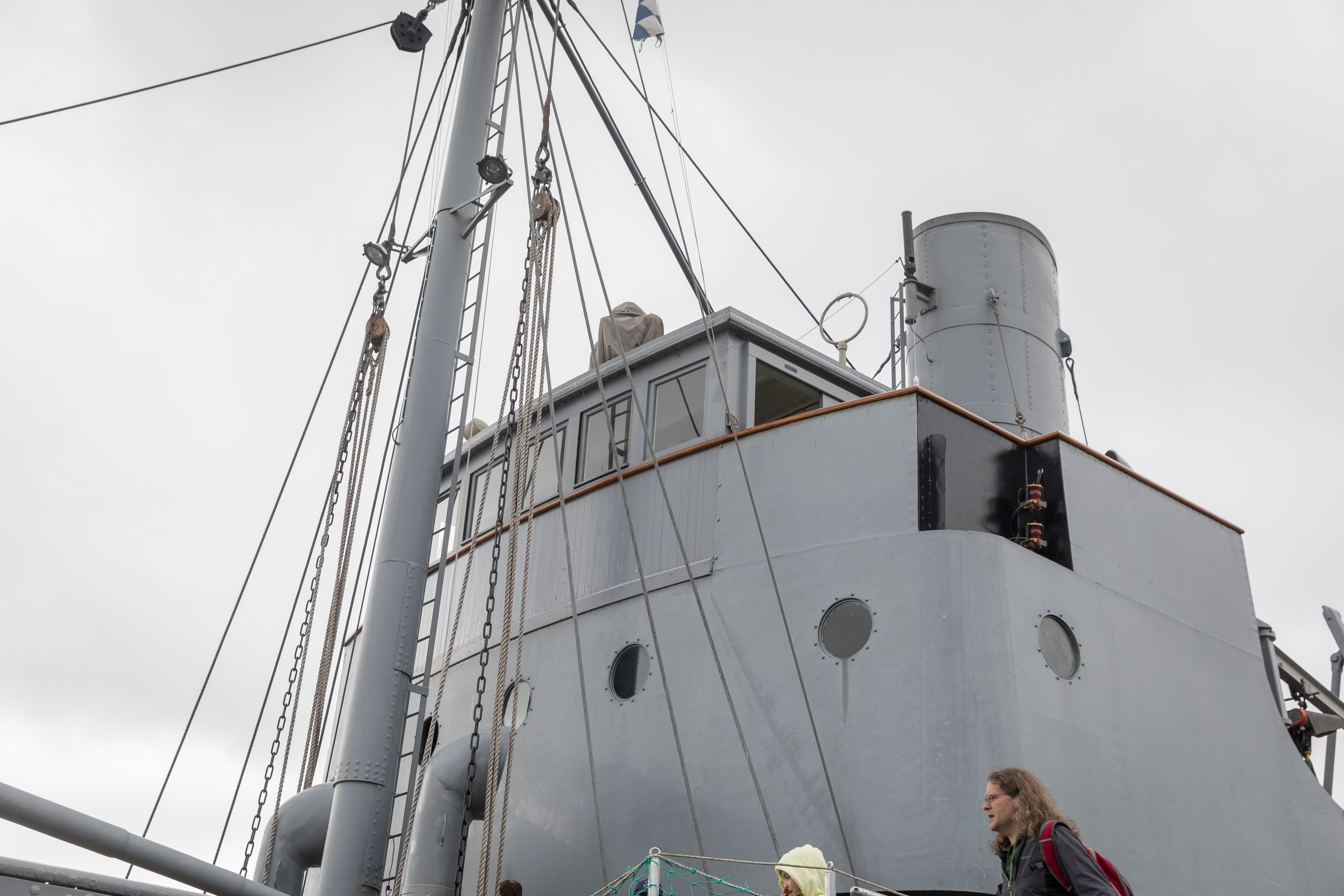
La passerelle
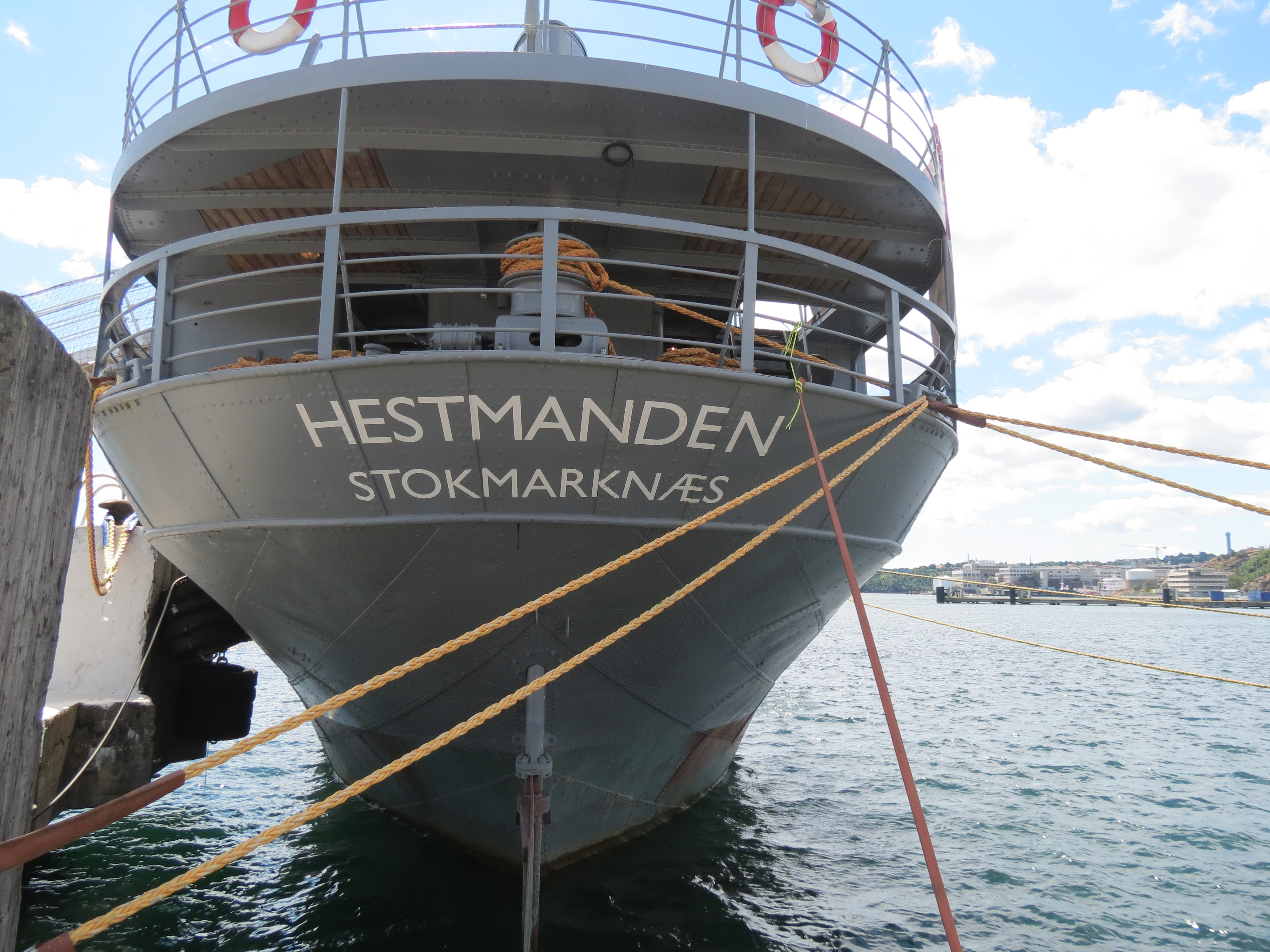
L'arrière du navire